# Sąborze
Sąborze (kaszb. Sąbòrzé, niem. Ludwigslust) – wieś w Polsce położona w województwie pomorskim, w powiecie słupskim, w gminie Damnica przy drodze krajowej nr  E28 w odległości 10 kilometrów od Słupska. Wieś jest siedzibą sołectwa Sąborze w którego skład wchodzi również miejscowość Paprzyce.
W latach 1975–1998 miejscowość administracyjnie należała do województwa słupskiego.

## Nazwa
Nazwa jest tzw. chrztem nazewniczym i ma charakter pseudodzierżawczy. Powstała przez dodanie do nazwy osobowej *Sąbor (Sambor) formantu *-je. Pierwotna nazwa niemiecka Ludwigslust, odnotowana po raz pierwszy w 1863, ma charakter pamiątkowy i jest zrostem dwóch członów: nazwy osobowej Ludwig „Ludwik” i nazwy pospolitej Lust „ochota”.
Rada Języka Kaszubskiego proponuje opartą na polskiej kaszubską formę nazwy Sąbòrzé.